# Адолората (Мачерата)
Адолората (итал. Addolorata) насеље је у Италији у округу Мачерата, региону Марке.
Према процени из 2011. у насељу је живело 43 становника. Насеље се налази на надморској висини од 114 м.